# NK Brežice
Nogometni Klub Brežice 1919, skraćeno NK Brežice 1919 je slovenski nogometni klub iz Brežica, koji igra u 2. slovenskoj ligi.

## Poznati bivši igrači
- Dejan Kelhar
- Iztok Kapušin
- Marko Jakolić
- Peter Berstovšek
- Matej Zupančič
- Branko Elsner
- Gregor Sikošek
- Cedrick Deumaga
- Nikola Gatarić
- Ivan Mladiček
- Marko Prskalo

## Vanjske poveznice
- Internetska stranica kluba  Arhivirana inačica izvorne stranice od 4. ožujka 2016. (Wayback Machine)
- Općina Brežice
- Satelitska snimka grada  Arhivirana inačica izvorne stranice od 29. srpnja 2017. (Wayback Machine)